# Клит Белый
Клит Белый (др.-греч. Κλεῖτος ὁ λευκός; погиб в 318 до н. э.) — македонский флотоводец и военачальник. Его называли «Белым», чтобы отличить от другого Клита «Чёрного», командира царской агемы — элитного эскадрона гетайров, всегда находившимся возле царя во время битв.
Клит во время индийского похода Александра Македонского командовал конницей. В 324 году до н. э. покинул армию Александра и вернулся домой. Во время Ламийской войны между греками и македонянами командовал флотом. Клит одержал победу в решающих морских сражениях, которые определили победу македонян в войне. Погиб после поражения от Антигона во время второй войны диадохов.

## Биография
Из античных источников ничего неизвестно о происхождении и ранних годах Клита. Впервые он упомянут в качестве одного из таксиархов во время индийского похода Александра Македонского. Во время битвы при Гидаспе 326 года до н. э. Клит находился среди тех военачальников, с которыми Александр переправился через реку, в то время как основная армия находилась на другом берегу. Вскоре после сражения Клит был произведен в начальника конницы гиппарха. Существует предположение, что Клит был гиппархом на момент битвы при Гидаспе, но его соединение было на время передано под командование Кратера и Кена. Возможно, Клит занимал должность начальника конницы вместе с Кеном, либо был его заместителем. Также рассматривается возможность реформирования македонской конницы с созданием пяти гиппархий, руководителем одной из которых стал Клит. В этой должности участвовал в боях по захвату Сагалы и в сражениях против маллов.
После завоевания Александром Македонским обширных территорий на востоке, в 324 году до н. э. Клит был отослан в Македонию вместе с группой македонских ветеранов. Однако домой он не попал, так как Кратер поручил Клиту построить новый флот в Киликии. Как только стало известно о смерти Александра Македонского в 323 году до н. э., греки восстали против власти Македонии. В историографии эта война получила название Ламийской. Решающие сражения, которые определили победу македонян, происходили на море между флотами македонян и афинян под предводительством Клита и Эветиона соответственно. Многие детали хода боевых действий остаются неясными. Это обусловлено весьма расплывчатым и противоречивым фрагментом Диодора Сицилийского. Из формулировки «Вступив в бой с афинским навархом Эветионом, он [Клит] победил его в двух морских сражениях и уничтожил большое количество кораблей противника вблизи островов, которые называются Эхинады» непонятно сколько было сражений — два или три. Острова Эхинады расположены в Ионическом море, в то время как основные сражения происходили в Геллеспонте и Эгейском море.
Первоначально афинскому флоту была поставлена задача не допустить прибытия к македонянам подкреплений из Азии. Часть кораблей блокировала Малийский залив в Эгейском море, где Антипатр держал флотилию для поддержки сухопутных операций. Другая часть курсировала по Геллеспонту, отделяющему Европу от Азии. Весной 322 года до н. э. македонский флот подошёл к городу Абидосу на Геллеспонте. В морском сражении греки были разбиты. Затем был рассеян афинский флот в Малийском заливе и разблокированы корабли Антипатра. Остаётся неясным, руководил ли Клит македонском флотом во время сражения при Абидосе. Как бы то ни было эта победа позволила войскам Леонната и Кратера прибыть из Азии на помощь Антипатру, который со своими войсками находился в осаде в Ламии.
Следующее сражение произошло возле острова Аморгос в южной части Эгейского моря. Согласно Диодору Сицилийскому, флот греков насчитывал 170 кораблей, а Клита — 240. Победа при Аморгосе стала решающей для македонян в Ламийской войне, так как подорвала морскую мощь Афин и позволила удержать открытым для подкреплений пролив Геллеспонт. Согласно Плутарху, Клит после сражения «присвоил себе имя Посейдон и стал носить трезубец». После этого Клит направился в Эгейское море, где уничтожил остатки афинского флота у Лихадских островов. Согласно Диодору Сицилийскому, произошло ещё сражение около островов Эхинады. Историки сомневаются в достоверности данной информации, в первую очередь из-за географического расположения Эхинад. Существует предположение, что сражение произошло около мыса Эхина одного из Лихадских островов.
Затем Клит командовал флотом Пердикки, который собирался вторгнуться в Египет. После убийства последнего Клит перешёл на сторону Кратера и Антипатра. При распределении провинций в Трипарадисе в Сирии 321/320 года до н. э. Клиту досталась сатрапия Лидия. На этой должности он сменил Менандра. Замысел Антипатра при распределении сатрапий, в ходе которого Клит получил Лидию, состоял в ослаблении Антигона, который управлял Фригией. На границах владений Антигона сатрапами также поставили лояльных Антипатру Арридея и Филоксена. Вскоре после смерти Антипатра в 319 году до н. э. Антигон начал войну с Клитом и Филоксеном. Клит, предвидя нападение, оставил гарнизоны в самых крупных городах и отплыл в Македонию, чтобы найти помощь у Полиперхона.
На службе у Полиперхона Клит сопровождал Фокиона и других пленных афинян в Афины, где участвовал в срежиссированном суде, который приговорил их к казни. Полиперхон назначил Клита своим флотоводцем и приказал не допустить прорыва Антигона из Азии в Европу. Вблизи греческого полиса Византий на Босфоре в 318 или 317 году до н. э. Клит одержал морскую победу над Никанором, флотоводцем Кассандра. Никанор потерял 70 кораблей из 130. В это время Антигон Одноглазый с личной гвардией соединился с Никанором и за ночь реорганизовал силы. Гвардию он разместил на оставшихся кораблях, а из Византия вызвал союзные войска. Клит, празднуя победу, поддался беспечности и позволил войскам разбить лагерь на суше вблизи кораблей. Утром Антигон напал на стоянку Клита одновременно с суши и с моря. Захваченные врасплох люди Клита не смогли оказать сопротивления. Сам он, потеряв весь флот, на единственном уцелевшем корабле успел бежать и высадиться на берегу, где был схвачен солдатами Лисимаха и убит.
Согласно античным источникам, Клит предавался чрезмерной роскоши, в частности, выходил к посетителям в пурпурном плаще. Остаётся неясным отображает ли фрагмент действительную тягу Клита к роскоши, либо является наговорами историков Филарха и Агатархида, которых процитировал Афиней.

### Исследования
- Клейменов А. А. Таксис Кена и его гиппархия: анализ одного парадокса кадровой политики Александра Македонского // Via in tempore. История. Политология. — Белгородский государственный национальный исследовательский университет, 2014. — Т. 30, вып. 179, № 8. — С. 17—24. — ISSN 2687-0967.
- Руденко М. Н. Военные реформы Александра Великого в 324 г. до н. э. и оппозиция в македонской армии // Вестник Астраханского государственного технического университета. — Астраханский государственный технический университет, 2007. — Вып. 40, № 5. — С. 115—120. — ISSN 1812-9498.
- Heckel W. The Marshals of Alexander's Empire (англ.). — London; New York: Routledge, 1992. — ISBN 0-415-05053-7.
- Heckel W. Cleitus 3 // Who's Who in the Age of Alexander the Great: Prosopography of Alexander's Empire (англ.). — Malden; Oxford; Carlton: Blackwell Publishing, 2006. — P. 87—88. — ISBN 1-4051-1210-7.
- Heckel W. Alexander’s Marshals. A study of the Makedonian aristocracy and the politics of military leadership (англ.). — 2nd. — London; New York: Routledge, 2016. — ISBN 978-1-138-93469-6.
- Staehelin F.[нем.]. Kleitos 10 // Paulys Realencyclopädie der classischen Altertumswissenschaft :  [нем.] / Georg Wissowa. — Stuttgart : J. B. Metzler’sche Verlagsbuchhandlung, 1921. — Bd. XI, Erste Hälfte (XI, 1). — Kol. 666—668.